# Time's Up (mouvement)
Pour les articles homonymes, voir Time's Up.
Time's Up est un mouvement contre le harcèlement sexuel fondé le 1er janvier 2018, par plusieurs célébrités d'Hollywood en réponse à l'effet Weinstein et au hashtag #MeToo. En février 2018, il a levé 20 millions de dollars pour son fonds de défense juridique, et a rassemblé plus de 200 avocats bénévoles.
En octobre 2018, l'ancienne présidente de la ligue professionnelle féminine de basket-ball WNBA Lisa Borders est nommée présidente et directrice de Time's Up.

## Histoire
En novembre 2017, l'Alianza Nacional de Campesinas a écrit une lettre de solidarité à Hollywood, pour soutenir les femmes qui ont été agressées sexuellement par Harvey Weinstein. La lettre, publiée dans Time magazine, décrit des expériences d'agression et de harcèlement vécues par des femmes travaillant dans le secteur agricole. Elle est écrite au nom des 700 000 femmes travailleuses agricoles aux États-Unis.
Assimilé comme une réponse à cette lettre, le mouvement Time's Up a été annoncé dans The New York Times le 1er janvier 2018. En effet, l'article du journal a cité la lettre de soutien de l'Alianza Nacional de Campesinas ainsi que le désir d'aider les femmes, les hommes, les personnes de couleur, et la communauté LGBT qui ont le moins accès aux relais médiatiques.
Plusieurs célébrités présentent aux Grammy Awards 2018 (dont Lady Gaga, Lana Del Rey, Kesha et Cyndi Lauper ou encore Emma Watson) portent une rose blanche ou sont habillées en noir pour montrer leur solidarité au mouvement Time's Up. Lorde a cousu au dos de sa robe, une petite carte sur laquelle est écrit un texte de Jenny Holzer disant : « Réjouis-toi ! Nos temps sont intolérables. Prenez courage, car le pire est un signe avant-coureur du meilleur. Seule une situation désastreuse peut précipiter le renversement des oppresseurs. L'ancien et le corrompu doivent être mis aux ordures avant que le juste puisse triompher. La contradiction sera élevée. Le jugement sera accéléré par la mise en scène des perturbations des graines. L'apocalypse fleurira. »

### Controverse
En août 2021, la direction de Time's up est accusé d'avoir tenté de dissimuler des allégations de harcèlement sexuel à l'encontre de Andrew Cuomo.
La présidente Tina Tchen, aurait ainsi bloqué la publication d’une déclaration de Time’s Up en soutien à Lindsey Boylan, la première femme à avoir pris publiquement la parole pour accuser Andrew Cuomo de harcèlement sexuel. De plus, le cabinet d’avocats de Roberta Kaplan, l’ancienne présidente de Time’s Up, aurait défendu un proche de Andrew Cuomo, et Roberta Kaplan serait elle-même intervenue dans cette affaire.
Du fait de ces accusations, Tina Tchen quitte ses fonctions,. En novembre 2021, le groupe annonce une restructuration complète de ses activités. La quasi-totalité de son personnel est licencié, et le conseil d’administration, réduit à quatre personnes. « Nous repartons de zéro, nous ne battons pas en retraite », promettent les administrateurs dans un message sur le site.

## Le site internet
Sur le site Time's Up, il y a une lettre ouverte pour les femmes du monde entier affirmant la nécessité de s'attaquer aux problèmes que sont le harcèlement et les agressions sexuelles. La lettre est signée par plus de 400 personnes, principalement des femmes américaines et anglaises de l'industrie du divertissement. Parmi ces signatures, il y a celle de Shonda Rhimes, Ashley Judd, Eva Longoria, America Ferrera, Natalie Portman, Meryl Streep, Rashida Jones, Emma Stone, Kerry Washington, Emma Watson et Reese Witherspoon,.

## Organisation
Tina Tchen était jusqu'en août 2021 la présidente et PDG à la fois de Time's Up Now, une organisation à but non lucratif de bien-être social de type 501(c)4, et de la Time's Up Foundation, une organisation caritative publique de type 501(c)(3),,. Les membres du conseil d'administration incluent Nina Shaw, Eva Longoria, Katie McGrath, Shonda Rhimes, et Jurnee Smollett. Les anciens membres du conseil incluent Kaplan,.
Le Fonds de Défense Légale de Time's Up (TULDF) a été cofondé par Kaplan et Tchen, et est géré séparément par le National Women's Law Center qui abrite et administre le fonds,,. La directrice du TULDF est Sharyn Tejani. Le fonds fournit un soutien juridique et médiatique aux personnes victimes de discrimination sexuelle au travail, telle que le harcèlement sexuel. L'initiative TULDF est financée par des dons directs et par le biais de dons à la Time's Up Foundation,. La campagne de collecte de fonds GoFundMe initiale pour le fonds de défense juridique en 2018 a reçu 21 millions de dollars en deux mois. The New York Times a qualifié le TULDF de "[le joyau de Time's Up]."
Time's Up a également formé et supervise plusieurs groupes spécifiques à l'industrie : Time's Up Entertainment, Time's Up Tech, Time's Up Advertising et Time's Up Healthcare.
En janvier 2020, l'organisation avait recueilli 24 millions de dollars de dons.